# Amphiura senegalensis
Amphiura senegalensis är en ormstjärneart som beskrevs av Madsen 1970. Amphiura senegalensis ingår i släktet Amphiura och familjen trådormstjärnor. Inga underarter finns listade i Catalogue of Life.